# Signoria di Utrecht
La Signoria di Utrecht (in olandese Heerlijkheid Utrecht) è stata una signoria storica all'interno del Sacro Romano Impero, con capitale a Utrecht. La Signoria di Utrecht nasce nel 1528 come divisione del Principato vescovile di Utrecht tra la stessa signoria e la Signoria di Overijssel in seguito alla conquista di Carlo V d'Asburgo del Principato durante le guerre di Gheldria.
Con l'atto di abiura del 1581, Filippo II di Spagna dovette concedere l'autonomia alla Repubblica delle Sette Province Unite e la Signoria di Utrecht, che ne faceva parte in qualità di provincia, lo fece ancora. Da allora la Signoria di Utrecht fu governata da uno Statolder (Stadhouder) nominato dagli Stati Generali della Repubblica.
Formalmente la Signoria di Utrecht continuò ad esistere fino al 1795, quando con la rivoluzione batava la Repubblica delle Sette Province Unite, rimpiazzata dalla Repubblica Batava, cessò di esistere.